# Txatxalaca escatosa
La txatxalaca escatosa (Ortalis squamata) és una espècie d'ocell de la família dels cràcids (Cracidae) que habita zones forestals del sud-est del Brasil.